# Церква Живоносного джерела
Церква Живоносного джерела — церква на території  Києво-Печерської лаври Православної Церкви України.
Будівля знаходиться між  Ближніми і Дальніми печерами, первісне призначення будівлі — водокачка лаврського водогону. На початку 1990-х років її відремонтували і влаштували тут церкву, освячену на честь ікони Божої Матері «Живоносне Джерело». Вибір посвяти храму зумовлений тим, що поруч розташовані два джерела  святої води — криниці св. Антонія і св. Феодосія. 16 серпня 2024 року Православна Церква України (ПЦУ) вперше звершила Божественну літургію в храмі "Живоносне джерело" Нижньої лаври  

## Історія
Каплиця споруджена у 1913 році за проектом інженера-гідротехніка С. Кокліка і архітектора Є. Єрмакова над артезіанським колодязем, що був передбачений для поліпшення дренажу печерних пагорбів.
Під час Другої світової війни каплиця сильно постраждала, було зруйновано її верхній ярус. Відбудовчі роботи розпочалися наприкінці 1980-х років, проводились за участі Свято-Успенської Києво-Печерської лаври.
У 2001 році церква була освячена на честь ікони Божої Матері «Живоносне джерело», яка була передана з  Аннозачатіївської церкви.

## Архітектура
Сучасна будівля церкви — це тричасна споруда з восьмигранним шатровим барабаном. Фасади з жовтої та червоної цегли прикрашені башточками та різьбленими фронтонами. До каплиці добудувано паламарню, облаштувано свердловину і подвір'я. Церква розписана, встановлено дерев'яний різьблений позолочений іконостас у стилі бароко.